# Lehnické knížectví
Lehnické knížectví (polsky Księstwo Legnickie, německy Herzogtum Liegnitz) bylo jedním ze slezských knížectví, které se rozkládalo v okolí města Lehnice.

## Historie
Město Lehnice bylo od roku 1163 sídelním městem dolnoslezských knížat a roku 1248 se stalo sídelním městem stejnojmenného knížectví, které založil Piastovec Boleslav II. Lysý. Krátce předtím, roku 1241, se u města strhla slavná bitva u Lehnice mezi křesťanským rytířstvem a mongolskými vojsky, v níž padl kníže Jindřich II. Pobožný.

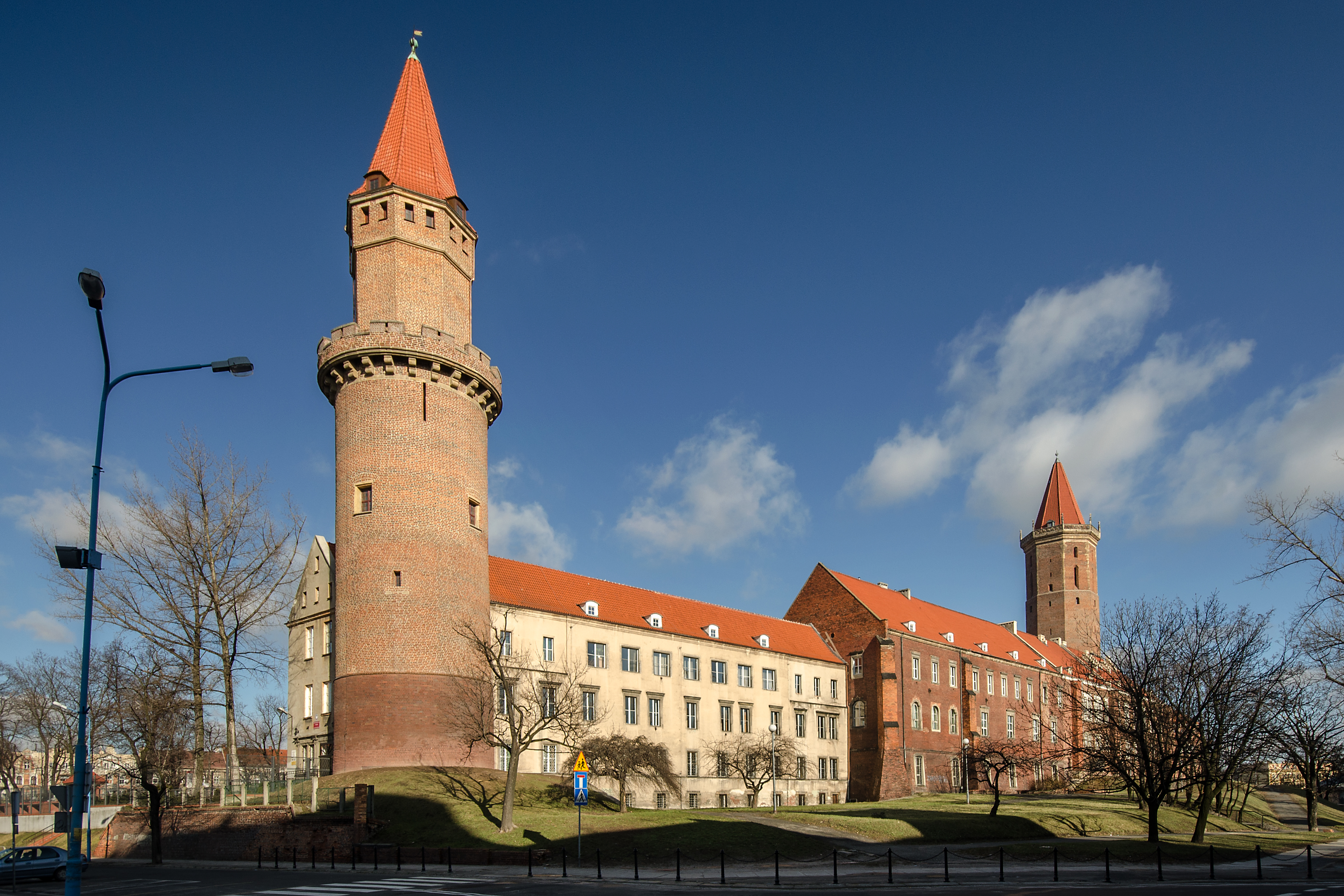
Piastovský hrad v Lehnici

V důsledku rozporů mezi syny knížete Boleslava III. se knížectví stalo součástí zemí Koruny české roku 1329, kdy se poddalo českému králi v léno. V průběhu věků se knížectví slučovalo a rozdělovalo s Břežským knížectvím a to až do vymření Piastovců roku 1676 knížetem Jiřím Vilémem. Po jeho smrti bylo knížectví pod přímou vládou českého krále až do roku 1742, kdy v důsledku Slezských válek připadlo Prusku.
Titul lehnického knížete krátce ožil roku 1824, kdy pruský král Fridrich Vilém III. udělil titul kněžny lehnické své morganatické manželce Augustě von Harrach. Vzhledem k tomu, že z toho svazku se nenarodily žádné děti, titul opět vyhasnul roku 1873 se smrtí kněžny Augusty.